# 钼酸
钼酸是三氧化钼與水生成的化合物，化学式H2MoO4。

## 性质
钼酸为黄色单斜结晶体或粉末，工业品通常含有少量钼酸铵。

## 制法
钼酸铵溶液和硝酸发生化学反应，析出钼酸沉淀物，通过洗涤、离心、干燥和粉碎后制成。
{\displaystyle {\rm {\ (NH_{4})_{2}MoO_{4}+2HNO_{3}+H_{2}O\rightarrow H_{2}MoO_{4}\cdot H_{2}O+2NH_{4}NO_{3}}}}